# Harveyope densemaculata
Harveyope densemaculata is een vlindersoort uit de familie van de prachtvlinders (Riodinidae), onderfamilie Riodininae.
Harveyope densemaculata werd in 1870 beschreven door Hewitson.